# Österreichische Badmintonmeisterschaft 2007
Die Österreichische Badmintonmeisterschaft 2007 fand vom 2. bis zum 4. Februar 2007 in Wien in der Sporthalle Fünfhaus statt. Ausrichter war der WAT Badminton Hernals. Es war die 50. Auflage der Meisterschaften.

## Finalergebnisse
| Disziplin    | Sieger                         | Finalist                           | Ergebnis          |
| ------------ | ------------------------------ | ---------------------------------- | ----------------- |
| Herreneinzel | Jürgen Koch                    | Michael Lahnsteiner                | 21:14 21:11       |
| Dameneinzel  | Simone Prutsch                 | Sabine Franz                       | 21:19 19:21 22:20 |
| Herrendoppel | Heimo Götschl Manuel Berger    | Michael Lahnsteiner Michael Trojan | 21:11 21:17       |
| Damendoppel  | Miriam Gruber Tina Riedl       | Sabine Franz Simone Prutsch        | 21:14 21:9        |
| Mixed        | Michael Lahnsteiner Tina Riedl | Heimo Götschl Claudia Mayer        | 11:21 21:18 22:20 |